# Nikolaos Triantaphyllakos
Nikolaos Triantaphyllakos (IPA: [niˈkolaos triadafiˈlakos]) (in greco: Νικόλαος Τριανταφυλλάκος; 1855 – 1939) è stato un politico greco, brevemente primo ministro tra il 10 e il 29 settembre 1922, durante le fasi finali della guerra greco-turca del 1919-1922.
In seguito alle sconfitte subite dall'esercito greco da parte delle forze turche, la situazione politica ad Atene iniziò a deteriorarsi ed l'8 settembre 1922  gabinetto di Petros Prōtopapadakīs si dimise. Re Costantino I nominò premier Nikolaos Kalogeropoulos ma dopo due giorni di infruttuosi negoziati per la creazione di un esecutivo fu costretto a rinunciare all'incarico e Triantaphyllakos, che era stato ambasciatore a Costantinopoli, formò un nuovo governo.
La situazione era però gravemente compromessa ed il 26 settembre fu necessario proclamare la legge marziale per mantenere l'ordine.
Ben presto anche l'esercito iniziò a sollevarsi: a Mitilene il colonnello Stylianos Gonatas formò un comitato rivoluzionario chiedendo le dimissioni del governo e l'abdicazione di Costantino in favore del principe Giorgio.
Triantaphyllakos rassegnò le sue dimissioni il 29 settembre, Costantino si dimise per la seconda volta nella sua vita ed il trono di Grecia andò a Giorgio II.